# Rolando Goyaud
Rolando Goyaud (Buenos Aires, 13 de abril de 1932 - Ituzaingó, 10 de diciembre de 2016) fue un investigador científico, periodista y escritor argentino. 
Especializado en historia y museología, ha publicado seis libros y realizado diecinueve documentales. Sus investigaciones históricas se orientaron a preservar y develar la historia de Ituzaingó y de la Zona Oeste del conurbano bonaerense. También ha realizado investigaciones en química, física y electrónica. Ha fundado el Museo de Ituzaingó.

## Labores científicas, periodismo e investigación
Estudio química en la Escuela Técnica Otto Krause de Buenos Aires. Se especializó en minería, electrónica y plásticos y se graduó con un trabajo sobre fibras textiles. Estudió en la Facultad de Ciencias Exactas de la Universidad de Buenos Aires.
Becado por Mercedes Benz, estudió alemán, computación empresarial e impulsó la industrialización de piezas automotrices. Becado por General Motors estudió inglés, organización industrial, estuvo a cargo de los laboratorios físico-químicos y fue purchasing engineer. Dictó cursos de control de calidad, organización empresaria y marketing en empresas nacionales y extranjeras.
A los veintitrés años desarrolló fórmulas y modificó estructuras moleculares. A los veinticuatro años, ingresó a Rigamonti Italiana. Fundó las empresas Platers y Vensur. Desarrolló el televisor Whymont.
Fue profesor de matemáticas, física y química.
Se formó en el periodismo junto a su tío, el periodista Raúl Goyaud (1896-1986). A los diecinueve años fue cronista de La Tribuna, a los veinte vicedirector de Pueblo Mío y subcorresponsal de La Prensa. Escribió en Panorama y Nuestra Buena Estrella. Su libro La Dama del Plumero obtuvo el premio de la Municipalidad de Morón. Publicó otros cinco libros y realizó diecinueve documentales sobre la historia de la Ciudad de Ituzaingó. Sus artículos históricos han sido publicados en muchos periódicos y revistas argentinas. Ya fallecido, el miércoles 20 de diciembre de 2017 se le reconoció con el XXI Premio Santa Rosa de Ituzaingó en el Museo Histórico de la Municipal de Ituzaingó, mismo museo donde fue nombrado como director de honor, y mismo premio que él inició para otorgar a cualquier persona que velara por el patrimonio histórico de Ituzaingó.

## Museo de Ituzaingó
Ver artículo principal
En su juventud comenzó a clasificar la colección familiar de objetos antiguos. Este proyecto personal amplió sus dimensiones hasta convertirse en el Museo de Ituzaingó “Clarisse Columbie de Goyaud”, fundado en 1975, ubicado en la calle Pirán 582, Ituzaingó, provincia de Buenos Aires. El Museo exhibe piezas fósiles, armas, vestidos, animales embalsamados, pinturas, esculturas, maquinarias y objetos varios relacionados con la historia de la ciudad. Su biblioteca cuenta con libros de los siglos XVIII, XIX y XX en castellano, italiano, alemán e inglés, libros editados en Ituzaingó y una gran hemeroteca.
Ha realizado, además, un archivo histórico sobre vecinos y visitantes ilustres que comprende árboles genealógicos, daguerrotipos, fotografías, documentos y voces grabadas de antiguos vecinos.

## Obra
- Libros
  - La Dama del Plumero.
  - Los Señores del Clan.
  - Desde el mirador.
  - Ituzaingó: al oeste de Buenos Aires, junto a Ricardo Castillo.
  - Un Italiano en el Oeste.
  - De Ituzaingó al Matto Grosso.

- Algunos de sus diecinueve documentales
  - Contacto milenario.
  - Al Oeste de Buenos Aires.
  - Un lugar para vivir.
  - Rescate del pasado.
  - Personalidades ilustres.
  - Ituzaingó italiano.